# Pfarrkirche Mönichkirchen

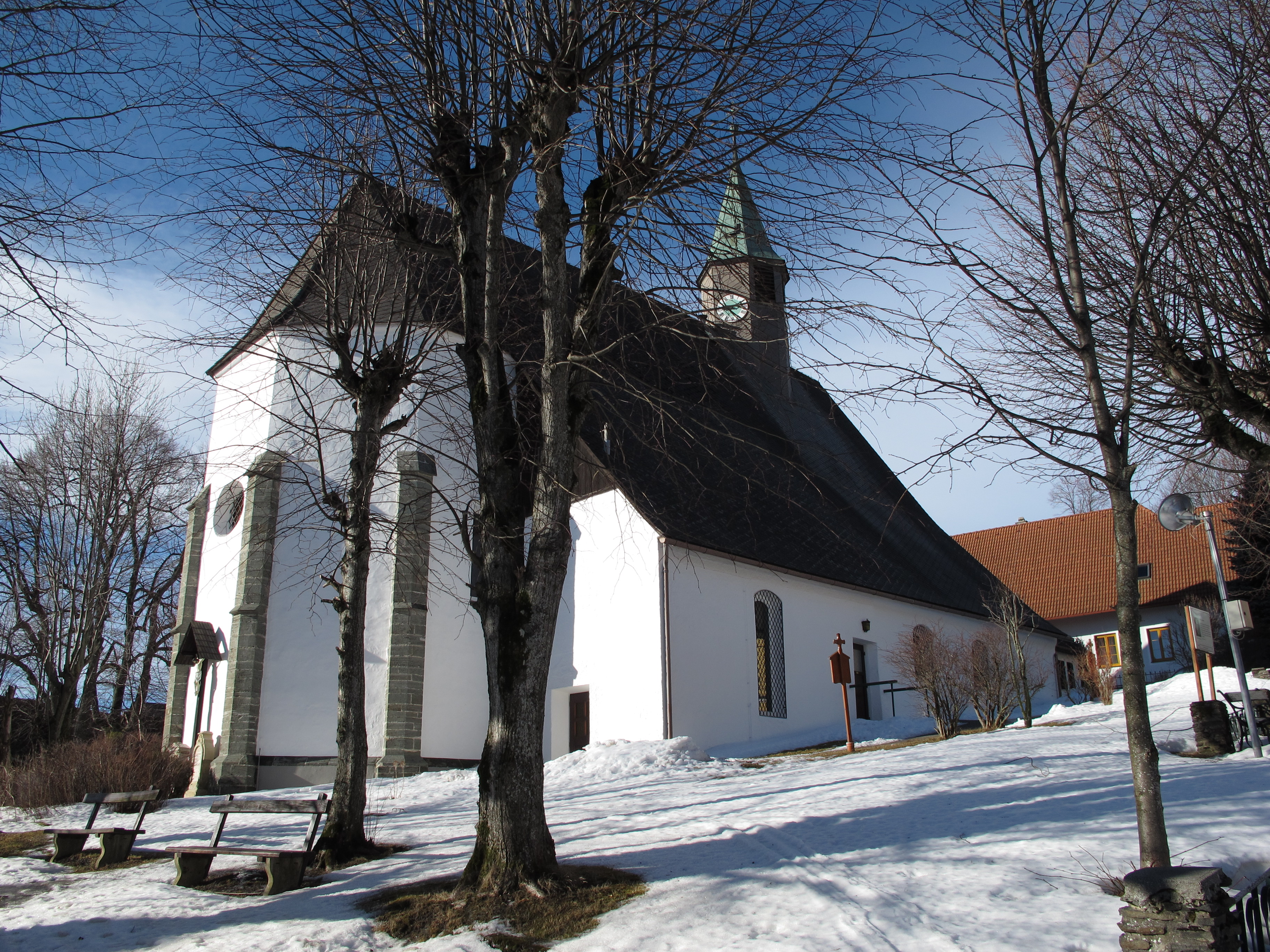
Katholische Pfarrkirche Mariä Namen in Mönichkirchen

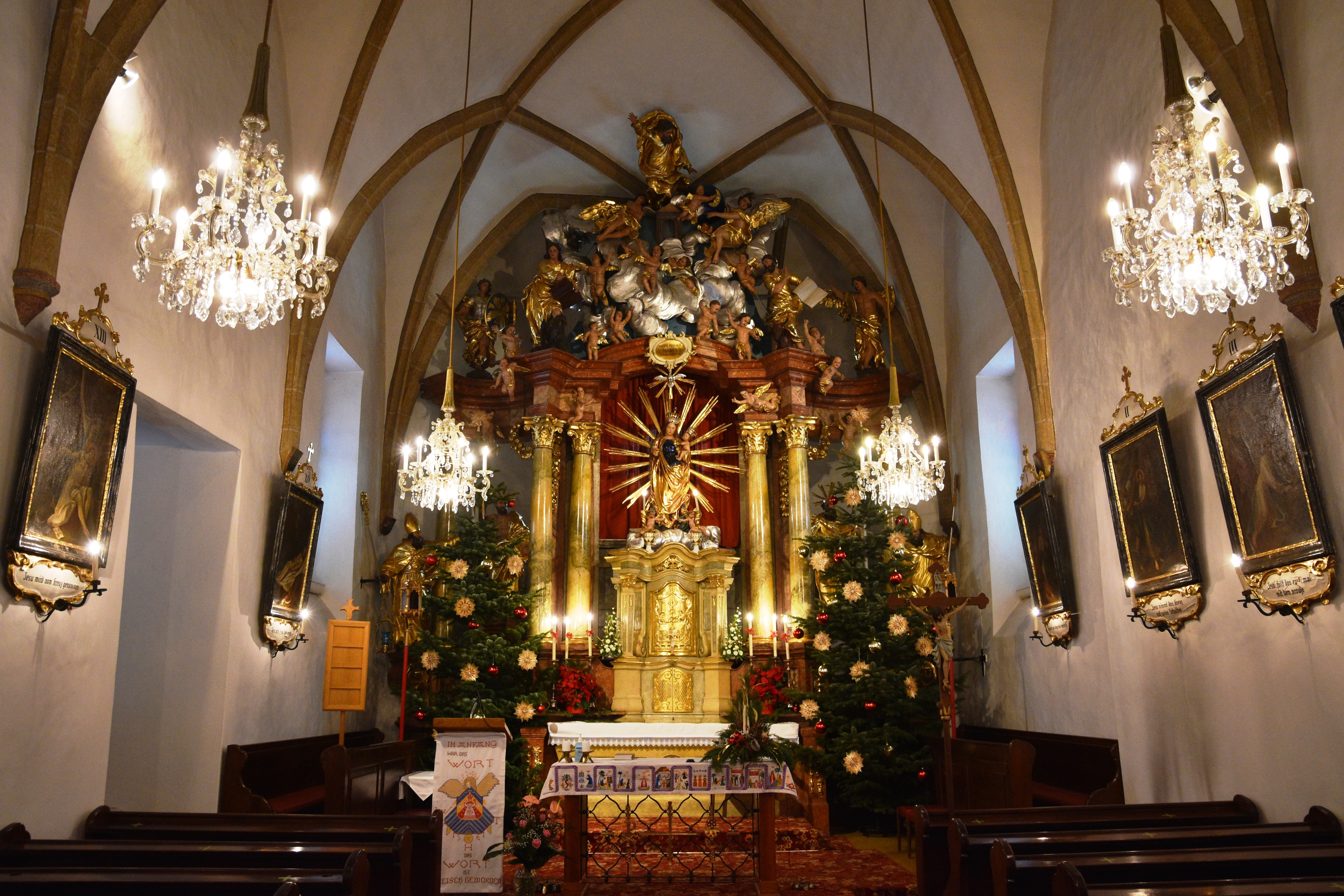
Langhaus, Blick zum Chor

Die Pfarrkirche Mönichkirchen steht in der Marktgemeinde Mönichkirchen im Bezirk Neunkirchen in Niederösterreich. Die dem Patrozinium Mariä Namen unterstellte römisch-katholische Pfarrkirche gehört zum Dekanat Kirchberg im Vikariat Unter dem Wienerwald der Erzdiözese Wien. Die Kirche steht unter Denkmalschutz (Listeneintrag).

## Geschichte
Der Bau der spätromanischen Kirche wurde in der Mitte des 12. Jahrhunderts angenommen. Im Jahr 1140 ging die Kirche an das Stift Reichersberg. 1203 war die Kirche eine Filiale der Pfarrkirche Edlitz, 1220 wurde sie zur Pfarrkirche erhoben. Im Anfang des 15. Jahrhunderts wurde der Chor neu gebaut, im Ende des 15. Jahrhunderts wurde ein nördliches Seitenschiff angebaut und das Langhaus gewölbt. Im 15. Jahrhundert entstand eine Marienwallfahrt. Der Dachstuhl wurde dendrochronologisch mit 1615, 1619 und 1651 datiert. Im Anfang des 18. Jahrhunderts wurde die Kirche innen barockisiert. 1842 war eine Restaurierung. 1955 war eine Innenrestaurierung mit einem Umbau der Seitenkapellen. 1973 erfolgte ein Erweiterungsbau im Westen, 1974 war eine Außenrestaurierung.

## Architektur

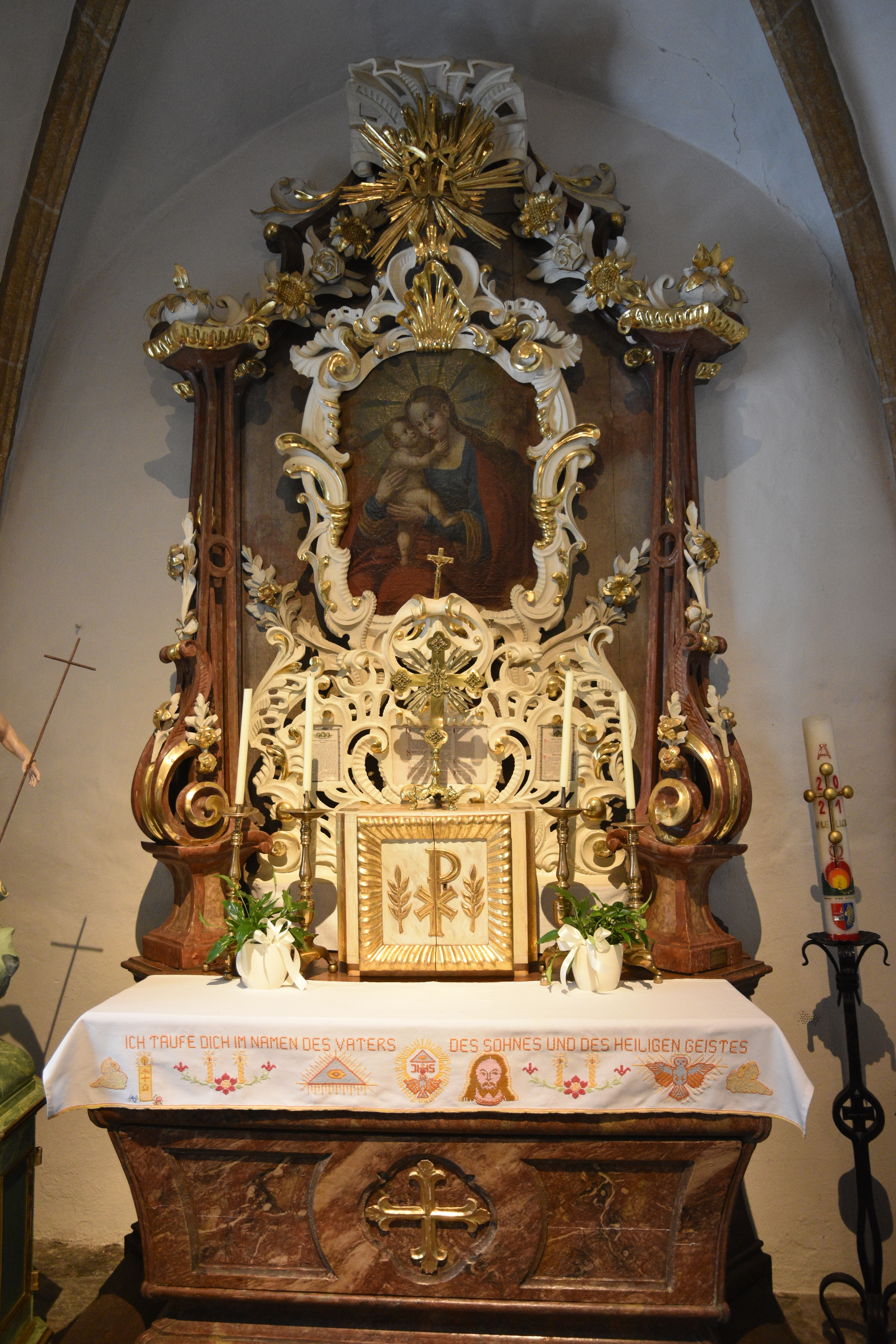
Der Kapellenaltar

Das Kirchenäußere zeigt einen hohen Chor und Langhaus unter einem steilen Satteldach, an der Langhausnordseite ist das Satteldach tief herabgezogen, der Dachreiter ist polygonal. Das Langhaus hat südseitig einen Rest eines vermauerten gotisches spitzbogiges Fenstergewände und nordseitig ein nachbarockes Segmentbogenfenster. Der polygonal geschlossene Chor hat abgetreppte Strebepfeiler, im Polygon befindet sich ein Rest eines vermauerten gotischen Spitzbogenfensters. Die westliche Vorhalle aus 1973 hat ein großes rechteckiges Betonglasfenster.
An der südlichen Langhauswand steht die Figur hl. Sebastian, 1834 für den 1861 aufgelassenen Friedhof auf der Kogelheide gefertigt. Die Kriegergedächtniskapelle aus dem 19. Jahrhundert mit einer pilastergerahmten Korbbogenöffnung steht vor der Kirche.
Das Kircheninnere zeigt ein dreijochiges Langhaus unter einem Netzrippengewölbe mit Scheibenschlusssteinen auf polygonen Wandpfeilern mit einer westlichen einjochigen kreuzrippenunterwölbten Orgelempore auf Pfeilerarkaden mit einer vorgeschwungenen Brüstung. Der eingezogene spitzbogige Triumphbogen auf hohen Sockeln ist abgefast. Der dreijochige Chor mit einem Dreiachtelschluss hat ein Parallelrippengewölbe mit Scheibenschlusssteinen auf Konsoldiensten, die Anläufe sind kegelförmig mit Wappenschildchen. Das kapellenartige nördliche dreijochige Seitenschiff, im Osten flach geschlossen, hat ein Kreuzrippengewölbe auf spitzen Anläufen, und ist zum Langhaus in Rundbogenarkaden geöffnet. Südlich am Chor ist die Sakristei, nördlich des Chores ist ein Kapellenanbau aus 1955.
Die Glasmalereien im Langhaus entstanden 1912 und zeigen mit ornamentalem Dekor Herz Jesu und Herz Mariä, die Glasmalereien im Chor aus 1910 zeigen die Heiligen Anna, Maria, Josef mit Jesuskind.

## Ausstattung
Der barocke Hochaltar mit einem reichen Aufbau entstand im ersten Viertel des 18. Jahrhunderts.
Die Orgel mit einem Gehäuse aus der zweiten Hälfte des 19. Jahrhunderts zeigt sich in Formen der Neorenaissance. Eine Glocke nennt Jakob Montell 1742.